# GNU Octave
GNU Octave er et højniveausprog og -miljø til programmering med fokus på numeriske beregninger. Octave har omfattende værktøjer til numerisk analyse og giver et bekvemt interface til numerisk løsning af lineære og ikke-lineære problemer, og til at udføre andre numeriske eksperimenter. Octave er overvejende kompatibelt med MATLAB, idet syntaksen er den samme.
GNU Octave er fri software under GNU General Public License.